# Finale Coppa Italia 2011
De finale van de Coppa Italia van het seizoen 2010/11 werd gehouden op 29 mei 2011. In het Stadio Olimpico in Rome nam Internazionale het op tegen Palermo. Inter won de Coppa voor het tweede jaar op rij na een 3-1 zege.

## Finale

### Wedstrijdgegevens
|                   |                             |       |           |                                                                                     |
| 29 mei 2011 21:00 | Internazionale              | 3 – 1 | Palermo   | Stadio Olimpico, Rome Toeschouwers: 70.000 Scheidsrechter: Emidio Morganti (Italië) |
| 29 mei 2011 21:00 | Eto'o 26', 76' Milito 90+2' |       | 88' Muñoz | Stadio Olimpico, Rome Toeschouwers: 70.000 Scheidsrechter: Emidio Morganti (Italië) |

| Inter | Palermo |

| Internazionale: |    |                   |     |
|                 |    |                   |     |
| GK              | 1  | Júlio César       |     |
| RB              | 55 | Yuto Nagatomo     |     |
| CB              | 6  | Lúcio             |     |
| CB              | 15 | Andrea Ranocchia  |     |
| LB              | 26 | Cristian Chivu    |     |
| DM              | 5  | Dejan Stanković   |     |
| CM              | 4  | Javier Zanetti    |     |
| CM              | 8  | Thiago Motta      | 83' |
| AM              | 10 | Wesley Sneijder   | 87' |
| CF              | 7  | Giampaolo Pazzini | 61' |
| CF              | 9  | Samuel Eto'o      |     |
| Wisselspelers:  |    |                   |     |
| GK              | 12 | Luca Castellazzi  |     |
| MF              | 14 | Houssine Kharja   |     |
| MF              | 17 | McDonald Mariga   | 83' |
| FW              | 22 | Diego Milito      | 87' |
| DF              | 23 | Marco Materazzi   |     |
| DF              | 25 | Walter Samuel     |     |
| FW              | 27 | Goran Pandev      | 61' |
| Coach:          |    |                   |     |
| Leonardo        |    |                   |     |

| Palermo:       |    |                     |         |
|                |    |                     |         |
| GK             | 46 | Salvatore Sirigu    |         |
| RB             | 16 | Mattia Cassani      |         |
| CB             | 6  | Ezequiel Muñoz      | 26' 90' |
| CB             | 3  | Dorin Goian         | 24'     |
| LB             | 42 | Federico Balzaretti |         |
| CM             | 8  | Giulio Migliaccio   |         |
| CM             | 94 | Afriyie Acquah      | 26' 55' |
| CM             | 23 | Antonio Nocerino    |         |
| AM             | 72 | Josip Iličić        |         |
| AM             | 27 | Javier Pastore      |         |
| CF             | 9  | Abel Hernández      | 79'     |
| Wisselspelers: |    |                     |         |
| MF             | 4  | Pajtim Kasami       |         |
| FW             | 10 | Fabrizio Miccoli    | 55'     |
| MF             | 11 | Fabio Liverani      |         |
| DF             | 36 | Matteo Darmian      |         |
| FW             | 51 | Mauricio Pinilla    | 79'     |
| DF             | 80 | Moris Carrozzieri   | 24' 69' |
| GK             | 99 | Francesco Benussi   |         |
| Coach:         |    |                     |         |
| Delio Rossi    |    |                     |         |

1922 ·
1923–1935 ·
1936 ·
1937 ·
1938 ·
1939 ·
1939 ·
1939 ·
1939 ·
1939 ·
1944–1957 ·
1958 ·
1959 ·
1960 ·
1961 ·
1962 ·
1963 ·
1964 ·
1965 ·
1966 ·
1967 ·
1968 ·
1969 ·
1970 ·
1971 ·
1972 ·
1973 ·
1974 ·
1975 ·
1976 ·
1977 ·
1978 ·
1979 ·
1980 ·
1981 ·
1982 ·
1983 ·
1984 ·
1985 ·
1986 ·
1987 ·
1988 ·
1989 ·
1990 ·
1991 ·
1992 ·
1993 ·
1994 ·
1995 ·
1996 ·
1997 ·
1998 ·
1999 ·
2000 ·
2001 ·
2002 ·
2003 ·
2004 ·
2005 ·
2006 ·
2007 ·
2008 ·
2009 ·
2010 ·
2011 ·
2012 ·
2013 ·
2014 ·
2015 ·
2016 ·
2017 ·
2018 ·
2019 ·
2020 .
2021 .
2022 .
2023 .
2024 .